# Rafflesia arnoldii
Rafflesia arnoldii es una especie de planta parásita del género Rafflesia que se encuentra en los bosques húmedos de Indonesia, sobre todo en Sumatra y Borneo, y en las selvas del sudeste asiático, y que desarrolla la flor más grande del mundo. Fue documentada en Sumatra en 1818 por Thomas Stamford Raffles (de ahí el nombre genérico Rafflesia) y Joseph Arnold (de ahí el epíteto arnoldii).
Esta planta se encuentra en peligro de extinción por la deforestación producida en los bosques de Sumatra. La flor de esta planta parásita puede medir hasta casi un metro de diámetro y pesar 11 kg.
Además, la flor de Rafflesia arnoldii es espectacular por su coloración roja oscura y su olor desagradable, similar al de carne podrida. También es una planta endémica, es decir, solo se encuentra en un área geográfica específica. La planta no tiene hojas, tallos ni raíces, se desarrolla como un parásito y se nutre de otras plantas. La floración es infrecuente y dura solo unos pocos días, lo que dificulta su estudio y conservación.

## Descripción

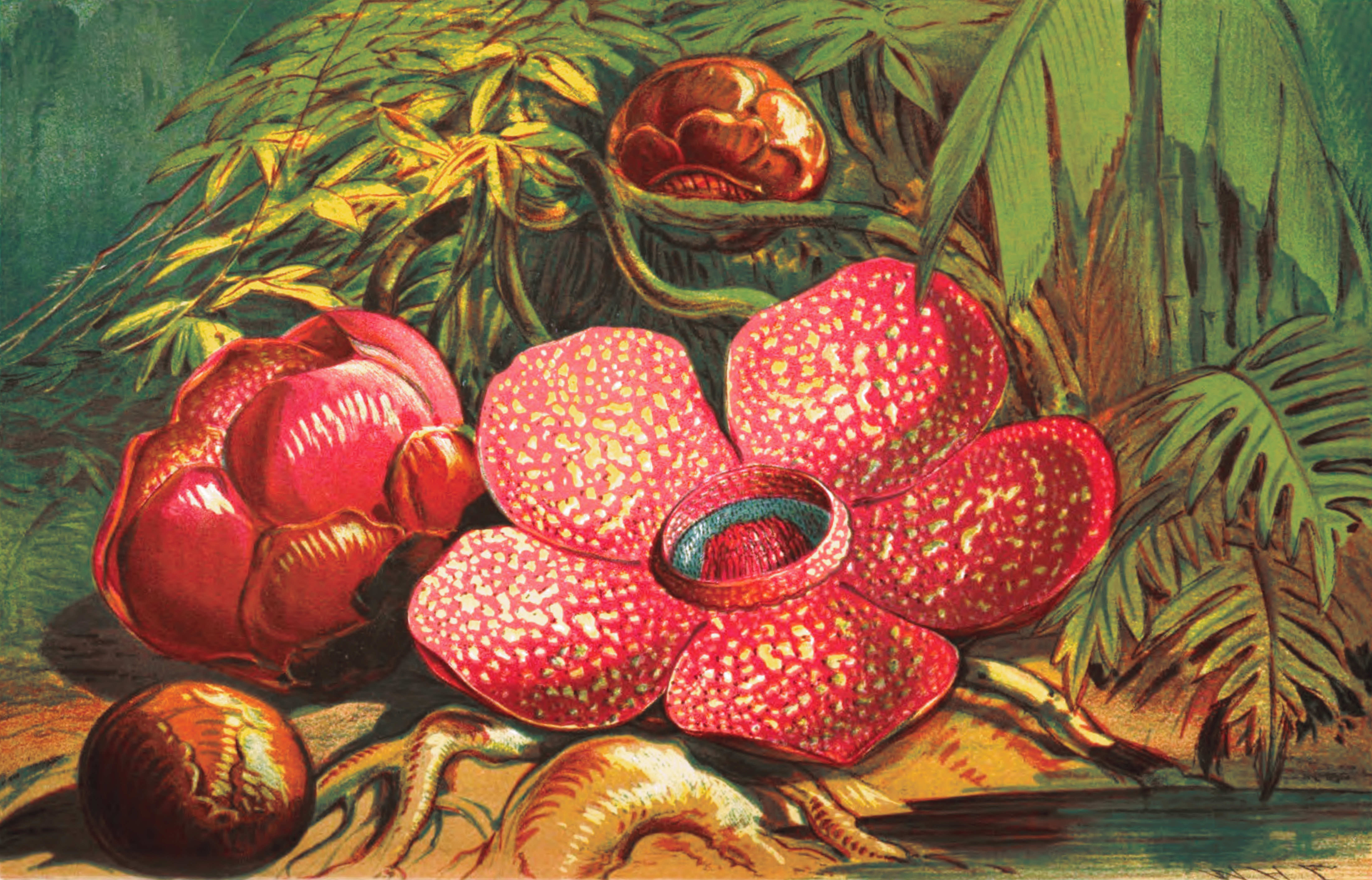
Flor

Las flores pueden alcanzar hasta casi un metro de diámetro y pueden llegar a pesar hasta 11 kilogramos (Amorphophallus titanum tiene una enorme inflorescencia con un gran número de flores minúsculas). Se trata de flores carnosas de color rojizo o anaranjado y de cinco lóbulos que permanecen abiertas entre cinco y siete días. Como ocurre con otras plantas con floraciones de gran tamaño, éstas solo se dan cada varios años.
Las flores, que desprenden un fuerte olor fétido (similar al de la carne podrida), son capaces de emitir calor. Se cree que ambos mecanismos les sirven para mimetizar el calor y el olor de un animal muerto y atraer la atención de las moscas carroñeras, que son los insectos que la polinizan.
La planta carece de hojas, brotes y raíces (solo es visible su flor) y por tanto no realiza la fotosíntesis. Es una planta que parasita a los árboles, creciendo sobre sus raíces, de donde obtiene los nutrientes necesarios. 
Sus órganos vegetativos se reducen a una red de fibras celulares que se encuentran mayoritariamente entre los tejidos de la planta hospedadora o formando un órgano retorcido y subterráneo llamado rhizomatoide.

## Taxonomía
Rafflesia arnoldii fue descrita por primera vez por Robert Brown y publicado en Transactions of the Linnean Society of London 8: 207, en el año 1821.
Etimología
Rafflesia: nombre genérico en honor a Thomas Stamford Raffles, que descubrió esta planta en 1818 en los bosques tropicales de Bengkulu.
arnoldii: epíteto en honor a Joseph Arnold, otro de los descubridores de la planta.
Sinonimia
- Rafflesia titan Jack[2]

## En la cultura popular
- El Pokémon Vileplume está basado en la Rafflesia arnoldii.